# Zalomilo se
Zalomilo se (eng. Knocked up) je američka komedija Judd Apatowa iz 2007. godine. 

## Radnja
U središtu filmskog zapleta je lijenčina Ben i ambiciozna novinarka Alison.  Alison i Ben, potpuno pijani, završe u krevetu i nakon toga krenu svatko svojim putem. Dva mjeseca kasnije, Alison dolazi do Bena i šokira ga izjavom da je ostala trudna. Suočena s odlukom hoće li imati dijete sama ili bolje upoznati oca, Alison odlučuje dati šansu simpatičnom, ali ne osobito odgovornom Benu koji se baš i nije planirao skrasiti. 
 Dok se pokušavaju upoznati i ponašati kao par, imaju svojih uspona i padova, ali radosti roditeljstva se polako, ali sigurno otvaraju i pred njihovim očima. Benu se s jedne strane nalaze njegovi prijatelji, koji su gotovo beskorisni, ali odani. S druge strane, on i Allison vide kako život u braku, s djecom, utječe na njezinu sestru Debbie, i njenog muža Petea. Njihov brak je daleko od savršenoga, ali njihov pogled na njega je definitivno gorko smiješan. 
 Nakon obećavajućeg početka veze, Alison i Ben shvaćaju na težak način da baš i nisu srodne duše te prekidaju. Nakon prekida, Pete i Ben odlaze na put u Las Vegas. Pod utjecajem psihodeličnih gljiva shvaćaju što mogu izgubiti te odluče prihvatiti odgovornost. 
 Tokom poroda, Allison se ispričava Benu zbog svojih sumnji. Nakon dočeka curice, par ostane zajedno!

## Glumci
- Seth Rogen - Ben Stone
- Katherine Heigl - Alison Scott
- Paul Rudd -  Pete
- Leslie Mann - Debbie Scott
- Jason Segel - Jason
- Jay Baruchel - Jay
- Jonah Hill - Jonah
- Martin Starr - Martin
- Charlyne Yi - Jodi
- Joanna Kerns - gospođa Scott
- Harold Ramis - gospodin Stone, Benov otac
- Alan Tudyk - Jack
- Kristen Wiig - Jill
- Bill Hader -Brent
- Ken Jeong - Dr. Kuni
- Tim Bagley - Dr. Pellagrino
- Loudon Wainwright III -Dr. Everett Howard
- J.P. Manoux - Dr. Angelo

## Nagrade
- American Film Institute 16. prosinca 2007. godine odabire 'Zalomilo se' kao jedan od najboljih filmova te godine.
- The 2007. Teen Choice Awards je nagradio film s nagradom "Choice : Comedy".
- Judd Apatow (redatelj) je nominiran za Writers Guild of America Award for Best Original Screenplay.

## Vanjske poveznice
- Zalomilo se u internetskoj bazi filmova IMDb-a
- Zalomilo se na Rotten Tomatoes